# California Arrow
O California Arrow, foi o primeiro dirigível Norte americano, projetado e construído por Thomas Scott Baldwin em 1904.

## Histórico

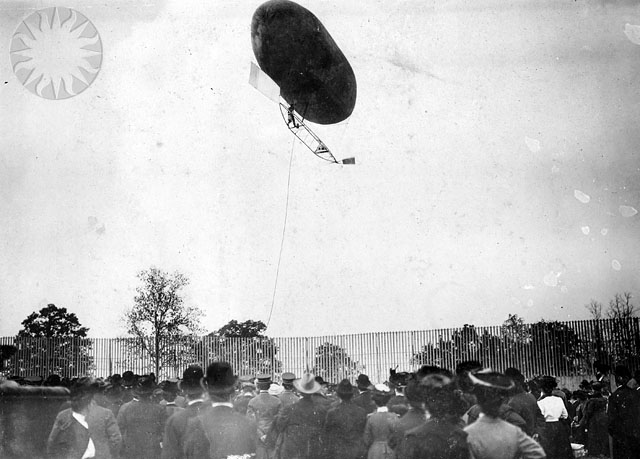
O California Arrow em exibição pública, ~1904.

Pouco se sabe sobre os dirigíveis de Baldwin em termos de construção, mas o que se pode observar nas fotos disponíveis, é que eles eram modelos extremamente básicos. Uma estrutura de madeira de seção triangular servia como "cabine de pilotagem" (aberta), sob um conjunto de redes de trama retangular feitas de cordões fortes, as quais, quando a bolsa de gás era inflada, a mantinham presa.
Baldwin estava procurando por algo que revigorasse o interesse do público no uso de balões, visto que os balões estáticos já não atraíam a atenção como antes. Baldwin havia lido a respeito do sucesso de Santos Dumont e seu "dirigível N-1", que fazia as manchetes em 1898. Tão interessado ele estava, que viajou para a França para estudar o "estado da arte" em dirigíveis. De volta aos Estados Unidos, ele despendeu o quatro anos seguintes tentando encontrar um motor adequado, leve o suficiente para o seu projeto, o que acabou conseguindo com Glenn Curtiss, na época um fabricante de motocicletas de Hammondsport. Apenas Curtiss, naquela época, fabricava motores de dois cilindros leves o suficiente para uso em dirigíveis.
De acordo com o que se pode ver nas fotos, o California Arrow, se assemelhava bastante com os "dirigíveis N-5 e N-6" de Santos Dumont, porém mais curto.

## Operações
O California Arrow, com peso total de cerca de 235 kg, foi finalizado em 1904, efetuando alguns voos de teste no primeiro semestre daquele ano. O pequeno motor Curtiss fazia girar uma hélice rudimentar a cerca de 150 rpm. Para controlar a direção, o piloto ficava em pé na estrutura de madeira e usava seu próprio peso como pêndulo para obter a direção desejada. A subida e a descida eram controladas por um peso que podia ser deslocado para frente ou para trás, permitindo que o nariz do dirigível fosse levantado ou abaixado. As curvas eram obtidas através de um leme de cauda de cerca de 1 x 1,5 m que podia ser acionado de qualquer ponto da estrutura.
Em 3 de agosto de 1904, pilotado por Roy Knabenshue efetuou o primeiro voo circular controlado da América na Louisiana Purchase Exposition em St. Louis.

## Especificações
Esses são os dados técnicos conhecidos sobre o California Arrow:
- Gás de sustentação: hidrogênio
- Primeiro voo: Julho de 1904
- Comprimento: 16,4 m
- Diâmetro:
- Capacidade de gás: 226,5 m³
- Velocidade:
- Carga útil: ~226 kg
- Motores: 1 Curtiss de 5-7 hp